# Vaso Đurđević
Vaso Đurđević - Turčin (Bršadin, 31. prosinca 1923. - okolica Marinaca, 30. svibnja 1944.) bio je sudionik Narodno-oslobodilačke borbe i narodni heroj Jugoslavije.

## Životopis
Vaso je bio najmlađi sin Milisava i Dragice Đurđević, koji su pored njega imali još i sinove Dušana i Peru i kćeri Milenu i Ljubicu. Obitelj se bavila poljoprivredom, a tijekom ranog djetinjstva im umire otac.
Nakon okupacije Jugoslavije u domu braće Đurđević osniva se prva ilegalna partizanska grupa na području vukovarske okolice i šire, odnosno štab za dizanje ustanka pod komandom Đoke Patkovića iz Bobote i tehničkim rukovodstvom Drage Marušića - Španjolca iz Zagreba, člana CK KPH. Ova malobrojna skupina (u početku samo 10ak) je djelovala na potezu Vukovar-Osijek-Vinkovci. Iako vrlo mlad, Vaso Đurđević sudjeluje u formiranju prvih partizanskih skupina, prikupljanju oružja i sanitetskog materijala, dok se u njegovoj kući nalazila tiskara za izradu propagandnih materijala.
U noći između 3. i 4. prosinca 1941. zbog izdaje, dom Đurđevića biva napadnut pri čemu brat Pero biva ubijen. Ubrzo u seoskom ataru gine i drugi brat Dušan opkoljen izvršivši samoubojstvo aktivirajući ručnu bombu. Majku Dragicu, sestru Ljubu i šogora Svetozara Okovačkog privode, muče i strijeljaju u Dudiku. Vaso je, također, bio uhićen, ali su ga pustili na slobodu, nakon čega on odlazi u partizane.
Tijekom 1942. godine s partizanima djeluje po Slavoniji i Srijemu, napadajući policijske postaje, neprijateljska uporišta i centre neprijateljske komunikacije. Travnja 1943. godine postaje član udarne skupine pri Okružnom komitetu KPH za Osijek. Zbog izdaje, njemačke postrojbe napadaju Bršadin i Udarnu grupu Diljskog (Brodskog) vojnog područja kojom je zapovijedao Vaso Đurđević, a koja se nalazila izvan sela, te tom prilikom ubijaju i Vasu nedaleko od Marinaca 30. svibnja 1944. godine.
Naredbom štaba 2. Jugoslavenske Armije, 15. veljače 1946. godine posmrtno biva odlikovan "Ordenom za hrabrost" kao politički rukovodilac Prve udarne grupe osječkog okruga. Ukazom Narodne skupštine FNRJ 20. prosinca 1951. godine proglašen je za narodnog heroja.
Njegova bista se nalazi u centru Bršadina, a njegovo ime nosi i kulturno-umjetničko društvo iz Bršadina.